# Madagaskar na Zimowych Igrzyskach Olimpijskich 2006
Madagaskar na Zimowych Igrzyskach Olimpijskich 2006 reprezentował jeden zawodnik - narciarz alpejski Mathieu Razanakolona.

## Wyniki

### Narciarstwo alpejskie
Mężczyźni
- Mathieu Razanakolona

Slalom gigant
1 przejazd - 1:39.10
2 przejazd - 1:27.33
Razem - 3:06.43 (39. miejsce)
Slalom - DNF